# Richard Current
Richard Nelson Current (* 5. Oktober 1912 in Colorado City, Colorado; † 26. Oktober 2012 in Boston, Massachusetts) war ein US-amerikanischer Historiker.
Current studierte am Oberlin College sowie an der Fletcher School der Tufts University und wurde 1940 an der University of Wisconsin–Madison in Geschichte promoviert. Er lehrte an der Rutgers University, dem Hamilton College, dem Mills College, der University of North Carolina at Greensboro, der University of Wisconsin-Madison und anderen Universitäten.
Er ist insbesondere als Historiker von Abraham Lincoln bekannt und galt hier mit Don E. Fehrenbacher und David Herbert Donald als führendes Mitglied einer Generation von Historikern, die sich kritischer und objektiver mit Lincoln auseinandersetzten, beginnend mit dem vierten Band der von James G. Randall begonnenen Lincoln-Biografie 1955 (Randall starb vor der Vollendung des Werks 1953). Er veröffentlichte zum Amerikanischen Bürgerkrieg, über die Lokalgeschichte von Wisconsin, die Geschichte der Schreibmaschine, Daniel Webster, John C. Calhoun, Henry L. Stimson und er untersuchte in einem Buch die Legende der Carpetbaggers (Nordstaatlern, die nach gängiger Südstaatler-Meinung nach dem Bürgerkrieg als Kriegsgewinnler in die Südstaaten einfielen) an einigen Fallbeispielen neu.
1956 erhielt er den Bancroft-Preis (für die Lincoln-Biografie von Randall und Current) und 1998 den Bruce Catton Prize. 1975 war er Präsident der Southern Historical Association.

## Schriften
- Old Thad Stevens: A Story of Ambition. University of Wisconsin Press 1942.
- Pine Logs and Politics: A Life of Philetus Sawyer, 1816–1900. State Historical Society of Wisconsin, Madison 1950.
- The Typewriter and the Men Who Made It. University of Illinois Press, Urbana 1954.
- Secretary Stimson: A Study in Statecraft. Rutgers University Press, New Brunswick 1954.
- Daniel Webster and the Rise of National Conservatism. Little Brown, Boston 1955.
- mit James G. Randall: Lincoln the President: Midstream to the Last Full Measure. University of Illinois Press 1955 (Neuausgabe 2000).
- The Lincoln Nobody Knows. McGraw Hill 1958 (Essays).
- mit Frank Freidel, T. Harry Williams: American History. A Survey. Knopf 1961.
- Lincoln and the First Shot. Lippincott, Philadelphia 1963 (über Fort Sumter und dessen Vorgeschichte).
- John C. Calhoun. Washington Square Press 1963.
- mit Alexander DeConde, Harris L. Dante: United States History. Scott Foresman 1967.
- Three Carpetbag Governors. Louisiana State University Press 1967.
- mit Frank Freidel, T. Harry Williams: Essentials of American History. Knopf, 1972.
- mit A. DeConde, H. L. Dante: United States History: A World Power. Scott Foresman 1974.
- mit A. DeConde, H. L. Dante: United States History: Search for Freedom. Scott Foresman 1974.
- Wisconsin: The Civil War Era 1848–1873. 1976.
- Wisconsin: A Bicentennial History. Norton, New York 1977.
- mit Gerald J. Goodwin: A History of the United States. Knopf 1980.
- Speaking of Abraham Lincoln: The Man and His Meaning for Our Times. University of Illinois Press 1983.
- Northernizing the South. University of Georgia Press 1983.
- Arguing with Historians: Essays on the Historical and the Unhistorical. Wesleyan University Press 1987.
- Those Terrible Carpetbaggers. A reinterpretation. Oxford University Press 1988.
- Lincoln, the Constitution, and Presidential Leadership. Lincoln Fellowship of Wisconsin 1989.
- mit anderen: Daniel Webster, the Completest Man. University Press of New England 1990.
- Phi Beta Kappa in American Life: The First Two Hundred Years. 1990.
- Lincoln’s Loyalists: Union Soldiers from the Confederacy. Northeastern University Press, Boston 1992.
- Herausgeber: Encyclopedia of the Confederacy. 4 Bände, Simon and Schuster, 1993.
- What Is an American? Abraham Lincoln and 'Multiculturalism'. 1993.
- mit anderen: Lincoln on Democracy. 1994.
- mit Marcia Ewing Current: Loie Fuller, Goddess of Light. Northeastern University Press 1997 (über eine Tänzerin und Erneuerin von Theater-Ausleuchtung, geschrieben mit seiner Frau).
- Wisconsin: a history. University of Illinois Press 2001.
- als Übersetzer und Herausgeber: Knut Hamsun Remembers America: Essays and Stories, 1885–1949. 2003.